# Oberbarnim
Oberbarnim är en kommun (Gemeinde) i östra Tyskland, belägen i Landkreis Märkisch-Oderland i förbundslandet Brandenburg. Kommunen bildades 31 december 2001 genom sammanslutning av de dittills självständiga kommunerna Bollersdorf/Pritzhagen, Klosterdorf och Grunow. Kommunen administreras som del av kommunalförbundet Amt Märkische Schweiz, vars säte ligger i staden Buckow (Märkische Schweiz).

## Geografi
Kommunen ligger i den västra delen av naturområdet Märkische Schweiz, mellan städerna Strausberg och Buckow strax öster om Berlin.
Följande orter utgör administrativa kommundelar (Ortsteile) i kommunen:
- Bollersdorf/Pritzhagen
- Grunow/Ernsthof
- Ihlow
- Klosterdorf